# Vernicia fordii
Vernicia fordii (Tungue; syn. Aleurites fordii) é uma espécie do gênero Vernicia da família Euphorbiaceae, nativa do sul da China, Burma e norte do Vietnã. Existem outros nomes comuns como árvore do óleo de tungue ou ainda simplesmente Tungue.
Trata-se de uma planta de porte pequeno ou médio, de aspecto arbóreo, chegando a atingir 20 m de altura, formando um amplo dossel. Possui uma casca lisa e fina que excreta um látex quando ferida. As folhas são alternadas, simples medindo entre 4,5-25 cm e com largura variando entre 3,5 - 22 cm. As flores são pentâmeras, com pétalas de cor rosada ou lilás. É uma árvore monoica com flores masculinas e femininas. O fruto, de formato similar ao da pera, é duro e possui quatro ou cinco sementes grandes e rica em óleo, inicialmente de cor verde assumindo uma tonalidade marrom-escura ao amadurecer, que ocorre geralmente no outono.

## Cultivo e Usos
O tungue possui grande valor por conta do óleo de tungue derivado de suas sementes. O óleo de Tungue é usado tradicionalmente em lamparinas na China. Contemporaneamente é utilizado como um ingrediente na pintura, para envernizar e calafetar madeira. Também é usada para tratamento de madeiras para produção de móveis e outros artefatos de madeira. Após seu processamento, retirando a goma do óleo, pode ser utilizada como combustível de motores. A versatilidade da planta chamou a atenção do explorador Marco Polo que chegou a escrever sobre seus usos no século XIII.